# Malformació d'Arnold-Chiari
La malformació d'Arnold-Chiari (MAC), algunes vegades anomenada 'malformació de Chiari', és una malformació congènita de l'encèfal en la qual les amígdales cerebel·loses són estirades i empeses cap avall a través de l'obertura de la base del crani (vegeu forat magne). La MAC pot causar mals de cap, dificultats per empassar, vòmits, marejos, dolor al coll, marxa inestable, mala coordinació de les mans, adormiment i formigueig de mans i peus i problemes de parla. Amb menys freqüència, les persones poden experimentar brunzits a les orelles, debilitat, ritme cardíac lent o ritme cardíac ràpid, curvatura de la columna vertebral (escoliosi) relacionada amb deteriorament de la medul·la espinal, respiració anormal, com ara apnea central del son, caracteritzada per períodes de cessació de la respiració durant el son i, en casos greus, paràlisi.
Es pot arribar a bloquejar el flux del líquid cefalorraquidi (LCR) amb hidrocefàlia secundària. El tronc encefàlic, parells cranials i la part inferior del cerebel poden estar estirats o comprimits. En conseqüència, qualsevol de les funcions controlades per dites àrees pot veure's afectada. El bloqueig del LCR també pot causar siringomièlia.

## Història
El metge austríac Hans Chiari va descriure per primer cop aquestes malformacions cerebrals els anys 1890. Un dels seus col·legues, el Dr. Julius Arnold, va contribuir més tard a donar la definició d'aquesta malaltia. Schwalbe and Gredig són els estudiants del Dr. Arnold que suggeriren emprar el terme de "malformació d'Arnold-Chiari".
L'any 2005 se li va diagnosticar a un primat no humà, en Nico, ximpanzé rescatat per la Fundació Mona.

## Tractament
El tractament consisteix en la descompressió quirúrgica., Té per objectiu aturar el creixement de la cavitat medul·lar i fer retrocedir els signes neurològics del pacient. Tot i això, no es recomana sempre la intervenció pels elevats riscos que comporta.
A l'última monografia fiable sobre aquest tema: “Syringomyelia” de Jörg Klekamp i Madjid Samii, fent referència a la Craniectomia Suboccipital (CSO) aplicada a la Síndrome d'Arnold-Chiari I (SACH.I) i a la Siringomièlia (SM.I) es diu: <<… In the literature, mortality rates vary from 0,7% to 1,4% and 12,1%. Two patients of our series died in the early postoperative period, indicating a surgical mortality of 1%...>>.
Des de l'any 2005 hi ha una nova teoria que es basa en la tracció anòmala de la medul·la pel filum terminale. Aquesta teoria es coneix com "tracció medul·lar" i fonamenta no només la causa de la Síndrome de Chiari sinó que també la relaciona amb l'existència d'altres malalties classificades originàriament com idiopàtiques com la siringomièlia, l'escoliosi o la platibàsia, entre d'altres.
La cirurgia indicada és mínimament invasiva, es desenvolupa en un règim pràcticament ambulatori i consisteix en la secció del filum terminale.